# Чимкентский уезд
Чимкентский уе́зд — административно-территориальная единица в составе Сырдарьинской области Российской империи и Сырдарьинской губернии РСФСР.
Уездный центр — город Чимкент.

## История
Уезд образован 21 октября 1868 года.

## Административно-территориальное деление
В состав уезда входило 28 волостей, в которых насчитывалось 540 аульных общин